# Gubernia de Kiev
O Gubernia de Quieve (em russo:  Киевская губерния, romanizado: Kievskaya guberniya; ucraniano: Київська губернія, romanizado: Kyivska  huberniia) foi uma divisão administrativa do Império Russo de 1929 a 1915. Foi formado como um gubernia na região da margem direita da Ucrânia após a divisão do Vice-Reino de Quieve nos gubernias de Quieve e da Pequena Rússia, com seu centro administrativo em Quieve. No início do século XX, consistia em 12 uezdes, 12 cidades, 111 miasteczkos e 7.344 outros assentamentos. Após a Revolução de Outubro, tornou-se parte da divisão administrativa da RSS da Ucrânia. Em 1923 foi dividido em vários okrugs e em 6 de junho de 1925 foi abolido pelas reformas administrativas soviéticas.

## História
O Gubernia de Quieve na margem direita do Dniepre foi oficialmente estabelecido por decreto do Imperador Paulo I de 30 de novembro de 1796. No entanto, não foi até 1800 quando foi nomeado o primeiro governador e o território foi governado pelo Vice-Rei de Quieve, Vasilii Krasno-Milasheviche (em 1796-1800).
Três vice-reinos existentes na margem esquerda da Ucrânia foram fundidos em um, o Gubernia da Pequena Rússia centrado em Chernigov, enquanto o Gubernia de Quieve estava agora compreendido na margem direita da Ucrânia. Com Quieve ainda como capital, o gubernia incluía as partes da margem direita do antigo Vice-Reino de Quieve fundidas com territórios das antigas voivodias de Quieve e Bracław que foram conquistadas pelo Império Russo a partir das partições da Comunidade Polaco-Lituana (terras das províncias da Coroa polonesa). O decreto entrou em vigor em 29 de agosto de 1797, elevando o número total de uezdes para doze.
Em 22 de janeiro de 1832, o Gubernia de Quieve, juntamente com os Gubernias de Volínia e Podólia formaram o Governo-Geral de Quieve também conhecida como Krai do Sudoeste. Na época, Vasili Levashov foi nomeado Governador Militar de Quieve, bem como Governador-Geral de Podolia e Volínia. Em 1845, a população do gubernia era 1.704.661.
Na virada do século XX, o gubernia incluía doze uezdes nomeados por seus centros: Berdichiv, Cherkasi, Chihirin, Kaniv, Quieve, Lipovets, Radomishl, Skvira, Tarashcha, Uman, Vasilkiv e Zvenihorodka.
Pelo censo russo de 1897, havia 3.559.229 pessoas no gubernia, tornando-o o mais populoso de todo o Império Russo. A maioria da população era rural. Havia 459.253 pessoas vivendo nas cidades, incluindo cerca de 248.000 em Quieve. De acordo com a língua materna, o censo classificou os entrevistados da seguinte forma: 2.819.145 pequenos russos (o termo do governo russo para ucranianos), representando 79,2% da população, 430.489 judeus, representando 12,1% da população, 209.427 grandes russos (o termo do governo russo para russos), representando 5,9% da população e 68.791 poloneses, representando 1,9% da população. Pela fé, 2.983.736 entrevistados do censo eram cristãos ortodoxos, 433.728 eram judeus e 106.733 eram da Igreja Católica Romana.
A população estimada em 1906 era de 4.206.100.
O Gubernia de Quieve permaneceu uma unidade constituinte do maior Governo-Geral com Quieve sendo a capital de ambos até o século XX. Em 1915, o Governo-Geral foi dissolvido enquanto o gubernia continuou a existir.

## Heráldica
O brasão do gubernia foi aprovado em 8 de dezembro de 1856. Descrição do brasão: “No campo azul, o santo Arcanjo Miguel em vestes e armas de prata, com uma espada flamejante e um escudo de prata. O escudo é encimado pela coroa imperial e rodeado por folhas douradas de carvalho ligadas por uma fita de Santo André".

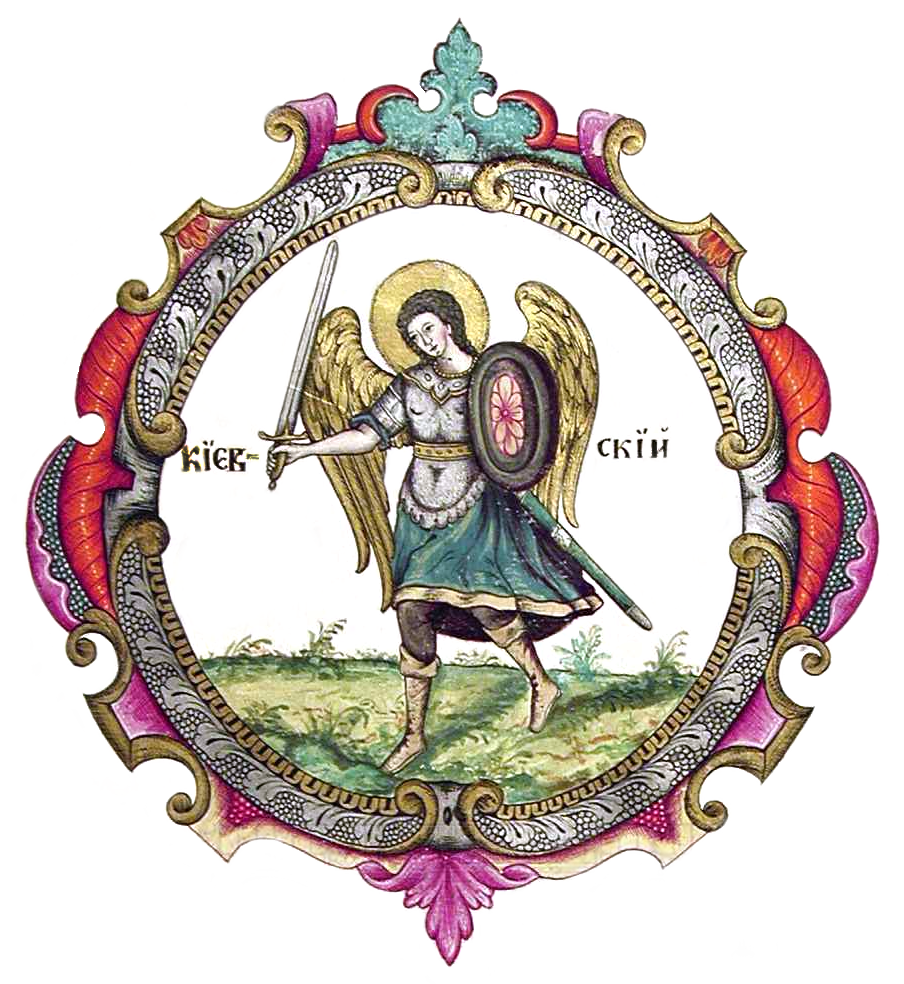
Brasão de armas de Quieve do Livro Titular do Czar (1672).
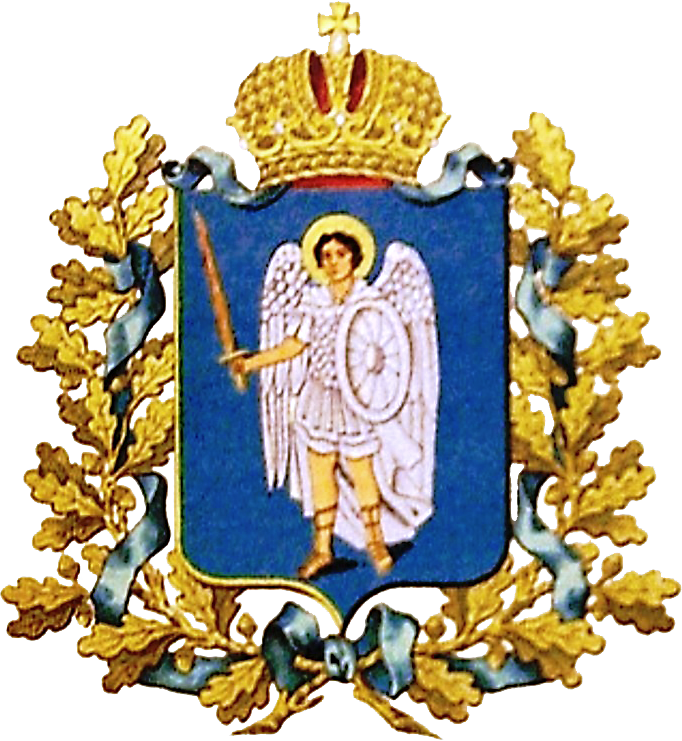
Brasão de armas do gubernia (1878).
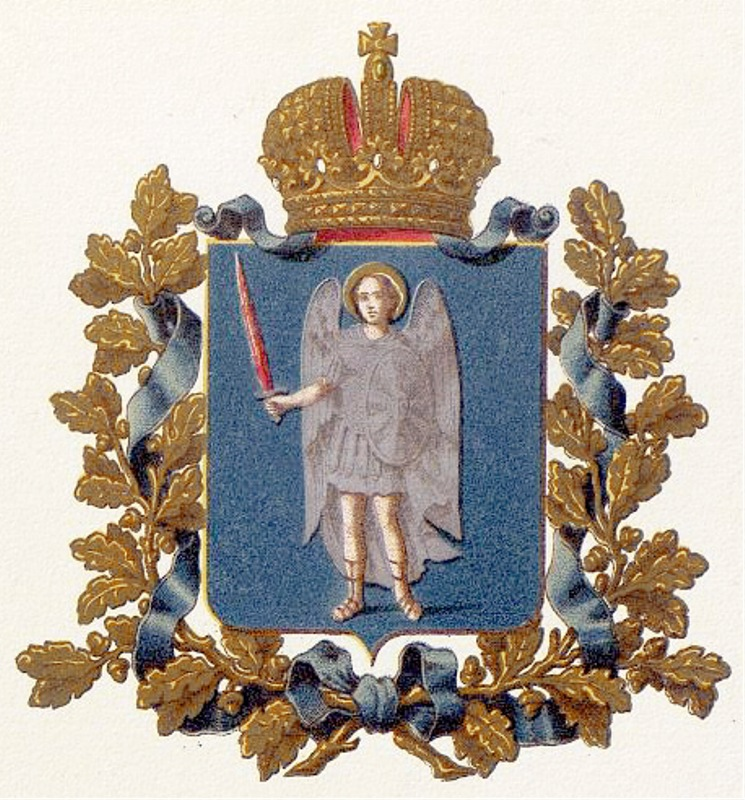
Brasão oficial do gubernia (1880).
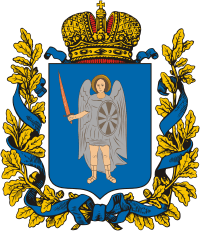
Desenho moderno do brasão de armas do gubernia (2000).

## Divisão Administrativa

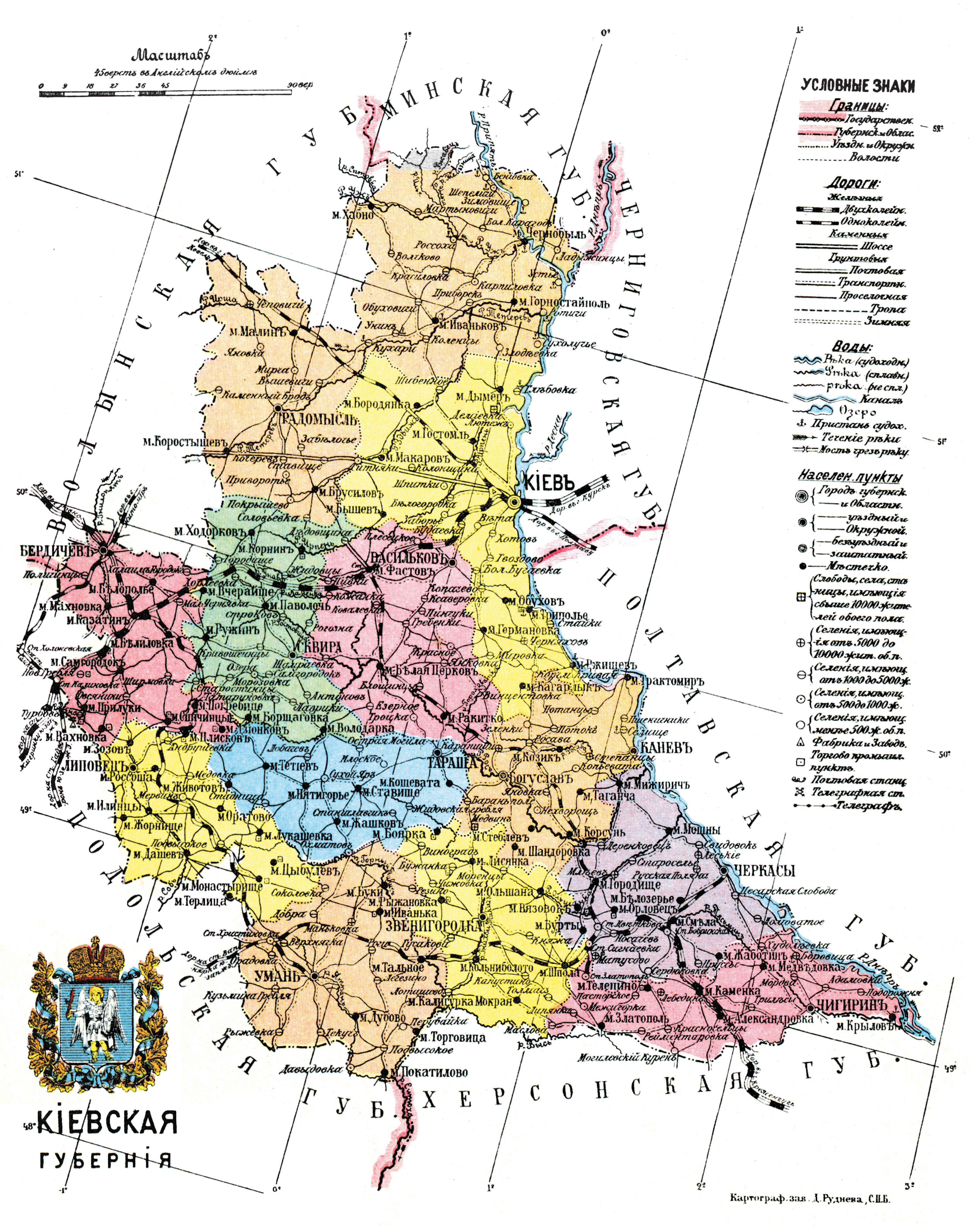
Divisão administrativa do Gubernia de Quieve

O Gubernia de Quieve consistia em 12 uezdes, com seus centros administrativos:
| Uezd          | Cidade/Centro Administrativo | Brasão | População      |
| ------------- | ---------------------------- | ------ | -------------- |
| Berdichevsky  | Berdichev                    |        | 172,490 (1889) |
| Vasilkovsky   | Vasilkov                     |        | 263,261 (1889) |
| Zvenigorodsky | Zvenigorodka                 |        | 236,280 (1889) |
| Kanevsky      | Kaniv                        |        | 242 229 (1892) |
| Kievsky       | Kiev                         |        | 452,904 (1894) |
| Lipovtsky     | Lipovets                     |        | 210,946 (1894) |
| Radomyslsky   | Radomysl                     |        | 319,016 (1897) |
| Skvirsky      | Skvira                       |        | 265,538 (1897) |
| Tarashchansky | Tarashcha                    |        | 246,023 (1897) |
| Umansky       | Uman                         |        | 322,638 (1897) |
| Cherkassky    | Cherkassy                    |        | 308,420 (1897) |
| Chigirinsky   | Chigirin                     |        | 239,001 (1900) |

## Depois de 1917
Nos tempos após a revolução russa em 1917-1921, as terras do Gubernia de Quieve trocaram de mãos muitas vezes. Após o último Governador Imperial, Alexei Ignatiev, até 6 de março de 1917, os líderes locais foram nomeados por autoridades concorrentes. Às vezes, o Starosta do Gubernia (nomeado pela Rada Central) e o Comissário do Gubernia (às vezes clandestino) reivindicavam o Gubernia, enquanto alguns dos regimes de governo de curta duração do território não estabeleceram nenhuma subdivisão administrativa particular.
Como o caos deu lugar à estabilidade no início da década de 1920, a autoridade ucraniana soviética restabeleceu o gubernia, cujo posto de liderança foi intitulado o Presidente do Comitê Revolucionário do Gubernia (revkom) ou do Comitê Executivo (ispolkom).
No curso da reforma administrativa soviética de 1923-1929, o Gubernia de Quieve da RSS ucraniana foi transformado em seis okruhas em 1923 e, desde 1932, Oblast de Quieve no território.

### Lista de Okruhas
- Okruha de Berdichiv;
- Okruha de Bila Tserkva;
- Okruha de Quieve;
- Okruha de Malin (1923-1924);
- Okruha de Uman;
- Okruha de Cherkasi;
- Okruha de Shevchenko (1923-1925, inicialmente como Korsun).

## Governadores de Quieve

### Império Russo
- 1839-1852 Ivan Funduklei
- 1852-1855 Andrei Krivtsov (atuando)
- 1855-1864 Paul Gesse
- 1864-1866 Nikolai Kaznakov
- 1866-1868 Nikolai Eiler
- 1868-1871 Mikhail Katakazi
- 1881-1885 Sergei Gudim-Levkovich
- 1885-1898 Lev Tomara
- 1898-1903 Fiodor Trepov
- 1903-1905 Pavel Savvich
- 1905-1905 Aleksandr Vatatsi
- 1905-1906 Pavel Savvich
- 1906-1906 Aleksei Veretennikov
- 1906-1907 Pavel Kurlov (atuação)
- 1907-1909 Pavel Ignatiev
- 1909-1912 para Alexey Gir
- 1912-1915 Nikolai Sukovkin
- 1915-1917 Aleksei Ignatiev

### República Russa
(como Comissários Governantes)
- 1917-1917 Mikhail Sukovkin
- 1917-1918 Oleksandr Salikovski

### Estado Ucraniano
(como Anciãos Governantes)
- 1918-1918 I.Chartorizhski

### Rússia do Sul
- 1919-1919 Andrei Cherniavski

### Governadores soviéticos
- 1919-1919 Yakov Yakovlev
- 1919-1920 Abram Glinski
- 1920-1920 Ivan Klimenko
- 1920-1920 Panas Liubchenko
- 1920-1920 Yan Gamarnik
- 1920-1921 Aleksandr Odintsov
- 1921-1921 Nikolai Golubenko
- 1921-1923 Lavrenti Kartvelishvili
- 1923-1923 Vladimir Loginov
- 1923-1924 Juozas Vareikis
- 1924-1924 Lavrenti Kartvelishvili
- 1924-1925 Pavel Postishev

## Mapa

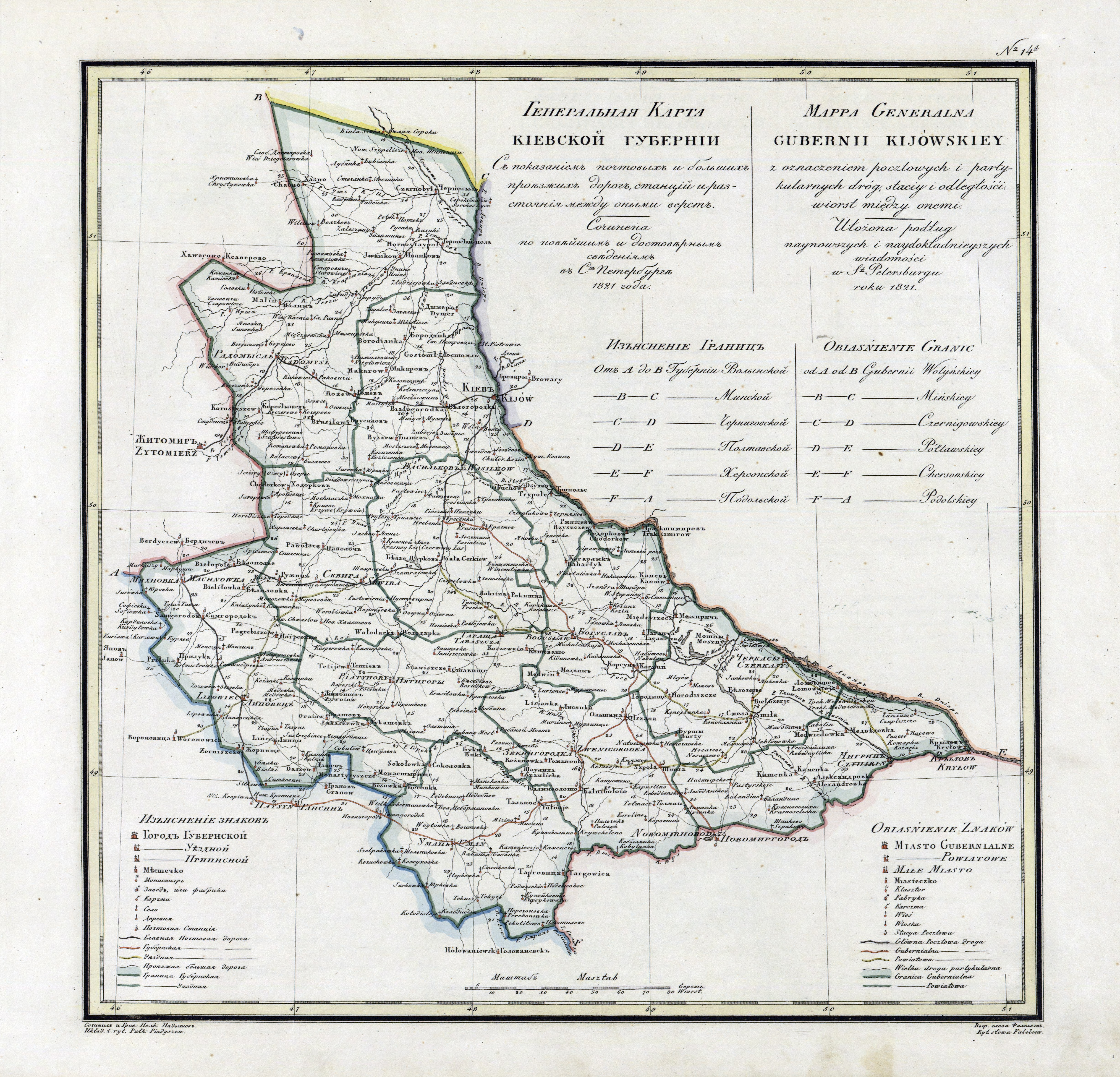
Mapa do Gubernia de Quieve em 1821
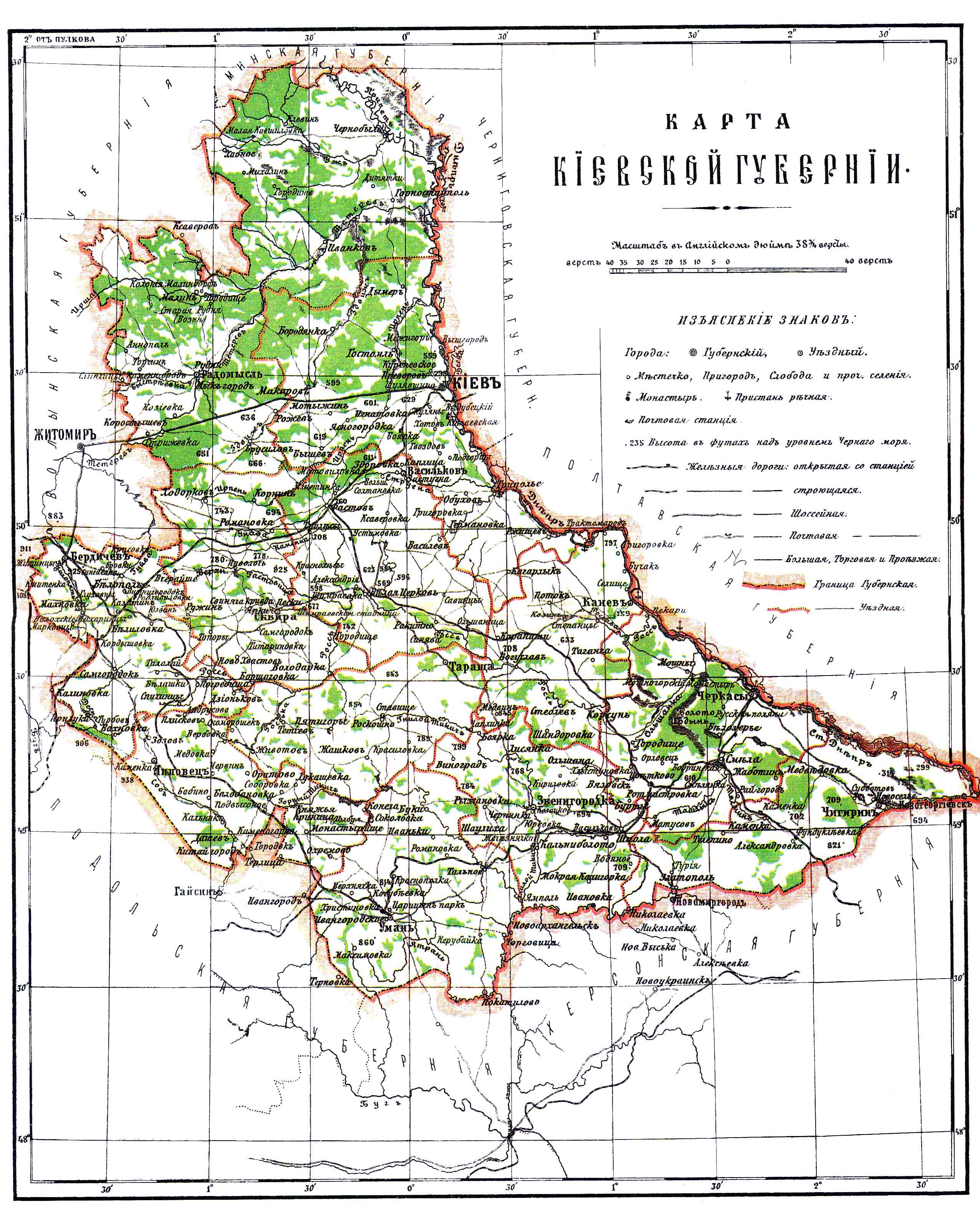
Gubernia de Quieve a partir de 1900.